# Rhaphiptera obtusipennis
Rhaphiptera obtusipennis là một loài bọ cánh cứng trong họ Cerambycidae.